# Честняков, Ефим Васильевич
Ефи́м Васи́льевич Честняко́в (Евфи́мий Само́йлов, 19 [31] декабря 1874, Шаблово, Костромская губерния — 27 июня 1961, Шаблово, Костромская область) — русский художник (портреты и сказочные сюжеты в русле псевдонаивного искусства), писатель (сказки, сказания, роман в стихах, стихи, размышления), скульптор (мелкая глиняная пластика), создатель детского театра в Шаблово. Пик творчества пришёлся на первую четверть XX века.

## Биография

### Молодые годы
- 19 (31) декабря 1874 — родился в деревне Шаблово Кологривского уезда Костромской губернии в крестьянской семье Самойловых. Он был, не считая двух сестёр, единственным сыном-кормильцем. Таких детей, на которых со временем ложилось содержание семьи, называли честняками. Отсюда произошла фамилия Ефима.

«У меня страсть к рисованию была в самом раннем детстве, лет с 4-х, точно не знаю»
«В самом раннем детстве сильнейшее влияние имела бабушка. Она много рассказывала сказок про старину… Дедушка был мастер рассказывать про свои приключения… Он рассказывал и сказки, и не забуду, как чудно рассказывал. От матери слушал сказки и заунывные мотивы. Отец перед праздниками вслух читал Евангелие. Поэзия бабушки баюкала, матери — хватала за сердце, дедушки — возносила дух, отца — умиротворяла…»
- Учился грамоте сначала частным образом. затем в земском народном училище в д. Крутец.

«По деревенским воззрениям того времени учиться грамоте я запросился рано. В деревне учил по буквослагательному способу дядюшка Фрол… Стал так славно учиться, что дядюшка Фрол написал даже похвальный лист. На следующий год в версте от деревни открылась земская школа, и я поступил туда»
- 1889 — окончил Кологривское уездное училище.
- В училище преподавал рисование и черчение художник Иван Борисович Перфильев — первый профессиональный учитель Честнякова, он же ставил в Кологриве самодеятельные спектакли. В 1908 г. он был сослан в Сибирь. В знак протеста Александра, старшая сестра Ефима, выпускница Кологривской женской прогимназии, отказалась от золотой медали.
- 1889 — 3 (15) июня 1894 — учился в Новинской учительской семинарии (в селе Новинское Ярославской губернии). Получал стипендию К. А. Попова, московского купца первой гильдии, выходца из костромского села Большие Соли.

«Что касается семинарии, то без ненависти не вспоминаю её. Прощу ли когда-нибудь наставникам и тому обществу, которое поручило им преступную роль исполнять бесчеловечные выкладки, убивающие молодые силы? Но как ни старались засорить голову и помешать работать мысли, — напрасно… Книги и даже учебные предметы давали материал для обобщений, и мой ум, привыкший самостоятельно вдумываться, хоть и с грехом пополам… но выработал своё мировоззрение. Фундамент получил, постройка здания началась по окончании семинарии, когда наступил последний фазис в моём развитии — критическое отношение к жизни во всей её сложности».

### Период учительства (1894—1899)
- 1894—1895 — работает народным учителем в селе Здемирово Костромского уезда Костромской губернии.
- 1895 — июль 1896 — работает учителем в Костроме в начальном училище при приюте для малолетних преступников.
- Сентябрь 1896 — ноябрь 1899 работает учителем в земском народном училище в селе Углец Кинешемского уезда Костромской губернии.

«Четыре года, проведённые в Углеце — важный этап в биографии Е. В. Честнякова. Именно здесь в нём окончательно утвердились взгляды на общество, которые позже отразились в творчестве художника»
- В 1898—1899 учебный год в Углецком народном училище окончила начальное образование Александра, старшая сестра Честнякова.

### Первое открытие художника. Вичугско-кинешемская благотворительность (1899—1908)
Ефим Честняков попал учительствовать в Вичугский край, один из крупнейших фабричных регионов Российской империи. Здесь бурлила разнообразная жизнь и зарождался настоящий пассионарный по духу центр, давший целую плеяду выдающихся личностей (в число которых по праву вошёл и Ефим Честняков). Молодой учитель сразу же попал в сферу внимания местной интеллигенции. Он познакомился со многими прогрессивно настроенными людьми, он получил возможность читать разнообразную художественную, общественно-политическую и научную литературу (некоторые экземпляры которой сохранялись у него в Шаблове до конца жизни).
Художественные таланты Честнякова сразу же были высоко оценены местной интеллигенцией, она разглядела в Ефиме большое будущее и всячески стала содействовать тому, чтобы Честняков развивал свой талант. Уже сама возможность учиться в столице возникла благодаря хлопотам и петербургским связям кинешемских знакомых Ефима Честнякова. «Мои рисунки, когда был учителем, нечаянно для меня пропутешествовали к Репину» (Честняков, 1924 г.).
Осенью 1899 года пришёл ответ из Петербурга со мнением Репина: «Несомненные способности! Хорошо, если бы нашлись люди, могущие оказать ему поддержку! Со своей стороны согласен принять его в свою студию на Галерной…».
После положительного отклика Репина начался сбор народных средств, Е.Честняков увольняется из учителей.
Более семи лет получал профессиональное художественное образование Ефим Честняков, прежде чем окончательно осесть в родном Шаблове в 1914 году. Это было бы невозможно, если бы не финансовая поддержка таланта со стороны жителей Вичугского края и Кинешмы.
«В архивах Честнякова сохранилось много отрывных купонов — почтовых переводов, которые ему высылали из разных мест Кинешемского уезда. Значительная часть этих денег пересылалась им родным в Шаблово»
Перед поездкой на учёбу в Петербург осенью 1899 была собрана довольно большая сумма — более 300 рублей. Достаточно сказать, что Е. Честняков, будучи учителем земского училища, получал в месяц около 20 рублей. В дальнейшем благотворительный фонд для учёбы Ефима Честнякова постоянно пополнялся средствами, в каникулы Честняков приезжал в Вичугу, чтобы сделать свои творческие отчёты, а также реализовать часть картин в благотворительной лотерее. С другой стороны, в Петербурге И. Е. Репиным и его помощником Щербиновским писались отзывы, предназначавшиеся для благотворителей.
В ноябре 1903 года существенную помощь (в размере ста рублей) оказало Кинешемское земство «в порядке единовременного пособия Честнякову как ученику Высшего художественного училища при императорской Академии художеств».
Осенью революционного 1905 года Е. Честняков бросает учёбу и возвращается в Шаблово. Вичугским благотворителям он обещал вернуться в Петербург, но сделать это смог лишь в 1913 году. Тем не менее, из Вичуги ежемесячно посылались деньги вплоть до июля 1908 года.

### Первый «петербургский» период (1899—1905)
- Январь 1900 — май 1902 — занятия в мастерской живописи и рисования кн. М. К. Тенишевой (под заведованием И. Е. Репина, затем Д. А. Щербиновского).
- Лето 1900 г. — был на родине, в Шаблове.
- 18 (31) декабря 1901 г. — письмо Честнякова к Репину, в котором он рассказал историю своей жизни.
- Сентябрь 1902 — январь 1903 — вольнослушатель в Высшем художественном училище при императорской Академии художеств (профессора Савинский, Ционглинский, Мясоедов, Творожников).
- Май-сентябрь 1903 г. — жил в Вичуге, «написал несколько жанровых произведений, принятых на лотерею, устроенную местными меценатами».[9]
- Октябрь 1903 — май 1904 — вольнослушатель в натурном классе Казанской художественной школы (преподаватели Скорняков, Фешин).
- Осень 1904 — январь 1905 — учёба в мастерской Кардовского при Академии художеств.[10]
- После января 1905 — Академия художеств прекратила занятия до сентября, Е.Честняков уезжает в Шаблово.

### Первое затворничество в Шаблове (1905—1913)
- Первое затворничество в Шаблове оказалось весьма плодотворным в творческом плане. Новые идеи, необходимые материалы для работы, родная атмосфера, финансовая поддержка из Вичуги до середины 1908 года — всё это способствовало творчеству, несмотря на то, что крестьянский труд отнимал много времени («С весны до осени на земле, пока не выпадал снег, и за труд мой учёный я садился лишь зимой»). Писались портреты земляков, новые сказочно-фантазийные картины, начал рождаться глиняный «кордон» (скульптурки из глины, объединённые единым замыслом), писались стихи и сказки, большой роман в стихах про Марко Бесчастного.
- Но народнический идеализм Честнякова в Шаблове натолкнулся на грубый реализм окружавших его односельчан. «В долине я один… Я одинок совсем и тёмной силой окружённый, во весь рост не смею встать. А бедные и сирые, они не подозревают, как идёт моя духовная работа… И как чужой в родной среде… Порою кажется, что я уже не понимаю их… И что делать с жизнью родной? Куда идти не знаю. И снизу мне руки не подают и сверху нет с народом связи…» (слова Марко Бесчастного, прототипом которого является сам Ефим).
- Одиночество и непонимание, израсходование материалов для творчества, информационный голод и жажда показать свои творения в столице способствовали решению Ефима Честнякова вновь поехать в Петербург. Непосредственным толчком к этому могла быть информация о первом Всероссийском съезде художников, состоявшемся в конце 1911 — начале 1912 года в Петербурге.

### Вичугские меценаты. Второй «петербургский» период (1913—1914)
- За финансовой поддержкой Ефим вновь обратиться к вичугским меценатам в лице Натальи Александровны Абрамовой и её родного брата крупного фабриканта Сергея Александровича Разорёнова, хотя Честняков и не был уверен в поддержке из-за «пресловутой непродажности своих картин» и из-за того, что не вернулся в Петербург на учёбу раньше. Но необходимые средства для поездки поступили из Вичуги в Шаблово в мае 1912 года. Обстоятельства (период летнего крестьянского труда) отсрочили поездку, Ефим появился в Петербурге лишь в марте 1913 года.
- В Петербурге Ефим стал заниматься в академической мастерской профессора Кардовского в качестве частного ученика. Планы у Ефима были большие: «желал бы ознакомиться в городе по возможности с делами всякого рода: живопись, скульптура, музыка, архитектура, машиностроение, агрономия, языковедение, астрономия, науки оккультные, театры и кинема и т. д.».
- Несколько раз посещал дачу И. Репина «Пенаты», где показывал своё творчество, читал литературные произведения. Здесь же познакомился с К. Чуковским, который свёл Честнякова с издателями.
- В начале 1914 года в журнале «Солнышко» № 1 была опубликована сказка «Чудесное яблоко», а в издательстве «Медвежонок» отдельной книжкой с иллюстрациями автора вышло три сказки Честнякова «Чудесное яблоко», «Иванушко», «Сергиюшко».
- Летом 1914 года иллюстрировал сказку «Семеро сирот из Фростмо», которая должна была выйти отдельной книжкой, но начавшаяся война перечеркнула эти планы.

После начала Первой мировой войны Ефим Честняков стал собираться домой в Шаблово. Перед отъездом у Честнякова появилась возможность приобрести необходимые материалы для работы и благополучно довезти до Шаблово большой багаж, кроме того, у него появился фотоаппарат (возможно, он получил гонорар за иллюстрации к неопубликованной сказке и/или поддержку со стороны А. И. Коновалова).

### Окончательное затворничество. Жизнь в Шаблове (1914—1961)
- 1914 — по состоянию здоровья освобождён от воинской обязанности.
- 1914—1915 — становится первым фотографом в Шаблове, запечатлевая на фотопластинки родных и земляков (видимо, у Честнякова был только один комплект фотопластин, после израсходования которого Ефим навсегда лишился возможности заниматься фотографией).
- 1917 — Ефим с воодушевлением воспринял приход новой власти. «Пусть дадут помещение, материал: я буду рисовать новую Россию…»
- 1918—1925 — член Кологривского отделения Костромского научного общества по изучению местного края.
- С ноября 1919 — принимал участие в работе Дворца Пролеткульта, где преподавал в художественной и театральной студиях.
- 1920 — февраль 1925 — народный заседатель волостного суда.
- 1 декабря 1920—1925 — Ефим Честняков руководил созданным им детским садом в Шаблове, где организует детский театр.

«Занятия детей: смотрели иллюстрированные книги, журналы и в перерыве — сказки, пословицы. Чтенье и рассказы, рисовали от себя карандашом и красками на бумаге. Работы их (листочки и тетради) хранятся все. Лепили из глины, пели, играли представления в детском театре: „Чудесная дудочка“, „Чивилюшка“, „Ягая баба“ и разные мелкие импровизации. Любят наряжаться в костюмы и маски. Взрослые жители деревни приходили на представления».
- 24 марта 1924 — выставка эскизов-картин и художественных изделий из глины в Кологривском краеведческом музее.

«Можно сказать, что большинство работ на выставке — жанр деревни, своеобразно переданный художником, с оттенком этнографическим, — что придаёт особый интерес выставке. То же самое можно сказать и об раскрашенных изделиях из глины (до 200 экземпляров), которые при объяснении художником как бы оживают, так как сопровождаются народным говором, текстом народных песен и проч. Не только быт деревни, но и сказочный мир нашёл своё выражение в глине и красках»
- 4 июля 1928 — «Литературно-концертный вечер оригинальных произведений Е.Чесненкова-Самойлова» в городском театре г. Кологрива.

С конца 1920-х годов у Честнякова начался творческий кризис («дело моё — плачет», «лодка моя на мели»), вызванный прежде всего отсутствием самого необходимого для творчества, горькой нуждой, а также непониманием и отсутствием какой-либо поддержки со стороны властей (к тому же звучало обвинение и в «буржуазном формализме»).
Пользовался в это время Честняков, в основном, дешёвой акварелью для школьников, которую покупал в Кологриве, рисуя портреты земляков на сподручном материале (альбомных листках, бланках документов). Известно, что из Москвы краски также присылал Корней Чуковский. О словесности в 1920-е годы в письме к И. М. Касаткину он сообщал, что она «почти вся написана раньше». 
С начала XX века и до самой смерти Ефим Честняков беспокоился о сохранении своего творческого наследия. Отказавшись продавать лучшие свои произведения в Петербурге и Вичуге, отказавшись отдавать в Эрмитаж скульптуру, даже отказываясь печатать свои литературные произведения, всё своё творческое наследие он хранил у себя в доме в Шаблово в неприспособленных для этого условиях. Картины, скульптуру, записи разрушало время.
С 1920-х годов обеспокоенность о судьбе своего творчества превратилась в главную проблему художника. «Годы мои уходят, стал волноваться за судьбу своих словесных и изобразительных произведений…». «Приблизилась старость. И всё больше беспокоюсь о моих искусствах, на что затрачена жизнь». «Всё моё-то без призора лежит, в куче». Лишь после войны, в самые последние годы жизни, Ефиму удалось приспособить под «мастерскую» для хранения картин старую избу, в которой когда-то жили его родные, избу более светлую и просторную, чем собственная «шалашка».
Чтобы решить задачу, как «призреть свои детушки-картины» в последнюю свою зиму Ефим дважды вызывал из Ленинграда в Шаблово своего верного товарища А. Г. Громова. «У меня большая забота, что круглой сиротой… останутся мои художества…» (из письма от 16 ноября 1960 г.). Но все старания Громова, простого учителя, «упирались в безразличие ответственных работников культуры».
Умер 27 июня 1961 года в своей избе-шалашке. Похоронен на кладбище у села Илешево.
После смерти Честнякова многое было разобрано односельчанами «на память», а главная картина «Город Всеобщего Благоденствия» была даже поделена на куски. Из глиняного «кордона», состоявшего из более чем 800 фигур, до настоящего времени дошло ничтожное количество — около сорока произведений; что-то было растащено детьми из опустевшего дома Ефима.

## После смерти. Второе открытие художника
- Лето 1968 — ежегодная научно-изыскательская экспедиция сотрудников Костромского музея изобразительных искусств[17] во время посещения Кологривского района случайным образом получила информацию об Ефиме и его картинах и приехала в Шаблово. Значительную часть картин удалось получить от односельчан и увезти в музей. Участники экспедиции: главный хранитель музея Владимир Макаров, старший научный сотрудник Вера Лебедева, художник-реставратор Геннадий Корф и шофёр Алексей Сабуров.
- Октябрь 1971 — сотрудники Костромского музея во главе с директором В. Я. Игнатьевым приехали в Кологрив для сбора новых сведений об Ефиме Честнякове. Племянница художника Галина Александровна Смирнова передала музейщикам хранившиеся у неё рукописи и документы Честнякова, собранные в его избе после смерти художника.
- Лето 1975 — третья научная экспедиция Костромского музея в Кологривский район, посвящённая поиску новых материалов, связанных с жизнью и творчеством Е. В. Честнякова. Были получены новые свидетельства о жизни художника, часть его библиотеки, новые рукописные материалы.

### Реставрация картин
Картины, которые с 1970-х годов начала восстанавливать группа реставраторов во главе с Саввой Ямщиковым, «дошли до нас в тяжёлом состоянии».
«Почти на всех картинах имелись осыпи грунта и красочного слоя; требовалось их укрепление. На многих отмечались многочисленные утраты авторской живописи, которые приходилось восстанавливать. Все работы были без подрамников… Это послужило причиной деформации холстов… Все полотна были очень загрязнены, покрыты слоем копоти и пыли, въевшихся в красочный слой… Полотно „Город Всеобщего Благоденствия“ было разрезано на пять частей… По сложности реставрационных процессов на первое место следует поставить композицию „Коляда“. Она написана на очень тонком холсте… Из-за отсутствия подрамника холст дал усадку, сжался, образовались складки вместе с красочным слоем… Под тяжестью толстого красочного слоя холст рвался на части различной величины…»
Савва Ямщиков о Ефиме Честнякове: «Это фигура Возрожденческая».
Несмотря на сложности реставрационных процессов, ни одно из найденных полотен Ефима Честнякова не пропало.

### Ненайденные и неизвестные картины Е. Честнякова
- Картина, подаренная в 1900 году фабрикантам Абрамовым (Чертовищи).[20]
- «Помещик» — приобретена за 45 руб. в 1901 г. сыном вичугского фабриканта Геннадием Александровичем Разорёновым (Вичуга).[21]
- «Я жду ответа» — приобретена в 1901 г. за 93 рубля земским врачом Петром Алексеевичем Ратьковым (Вичуга).[2]
- «К обедне» — в 1901 году выставлялась на продажу в Вичуге.[2]
- Картины, проданные в Кинешемском уезде в 1903 и 1904 гг.[22]
- «Картины для знакомых, портретики» (1913—1914 гг., Санкт-Петербург).[23]
- Иллюстрации к сказкам «Семеро сирот из Фростмо», которые готовились к изданию в 1914 году в Петербурге.

## Выставки и экспозиции
- 1900—1904 — Персональные отчётные выставки и выставки-продажи. Вичуга. Земское народное училище. Кинешма.

«Имеются сведения о проведении в Вичуге выставки работ Честнякова, цель которой была прежде всего их распродажа».
«Перед отъездом [в Шаблово в мае 1900 г.] Ефим устроил в Вичугском училище выставку своих петербургских работ (надо же было „отчитаться“ перед тем кто в него верил, кто ему помогал!)». После возвращения из Шаблово, «Ефим устроил ещё одну выставку в Вичугском училище». [в августе 1900 г., перед благотворительным сбором] «Ещё на втором году обучения в Тенишевской мастерской Ефим впервые пробовал писать картины для заработка, которые реализовывались или разыгрывались по лотерее в Кинешемском уезде». В 1903 году получены деньги «от разошедшихся по лотерее в Кинешме картин». В 1904 г. Честняков «с помощью меценатов из Кинешмы продаёт часть картин».
- 1913 — «Выставка» у Репина в Пенатах.

«Много времени ушло на просмотр работ — живописных и лепных, которые были у меня с собой… На выставке из публики, кажется, кое-что желали приобресть» (из письма Честнякова — Абрамовой)
- 1914 — «Ходячие выставки» в Санкт-Петербурге.

«Таскаюсь с грузом по городу, вёрст до семи каждый день. Смотреть не скупятся, но для дела толку никакого. Только время проходит…».
- 1924 — Персональная выставка. Кологрив. Краеведческий музей.
- 1928 — Персональная выставка. Кологрив. Городской театр.
- 1975 — Персональная выставка. Кострома. Музей изобразительного искусства.
- 1977 — Персональная выставка. Москва. Выставочный зал в Кадашах.
- 1977 — Персональная выставка. Кострома. Музей изобразительных искусств.
- 1978 — «Новые открытия советских реставраторов»: четвёртый раздел выставки «Ефим Честняков». Париж. Дом общества «Франция — СССР».
- 1978 — Персональная выставка. Ярославль. Художественный музей.
- 1978 — Персональная выставка. Горький. Художественный музей.
- 1978 — Персональная выставка. Москва. Дом учёных АН СССР.
- 1979 — «Новые открытия советских реставраторов»: четвёртый раздел выставки «Ефим Честняков». Москва. Выставочный зал Всероссийского общества охраны памятников истории и культуры.
- 1979 — «Новые открытия советских реставраторов»: четвёртый раздел выставки «Ефим Честняков». Ленинград. Центральный выставочный зал.
- 1979 — Персональная выставка. Москва. Центральный Дом художника.
- 1981 — Передвижная персональная выставка. Флоренция. Турин.
- 1981 — Участие в выставке «Москва — Париж». Москва. Государственный музей изобразительных искусств им. А. С. Пушкина.
- 1981 — Персональная выставка. Кострома. Кинотеатр «Орлёнок».
- 1982 — Передвижная персональная выставка. Гавр, Сент, Брас.
- 1982 — Персональная выставка. Кологрив. Краеведческий музей.
- 1983 — Персональная выставка. Москва. Центральный выставочный зал.
- 1983 — Персональная выставка. Ленинград. Центральный выставочный зал.
- 1984 — Персональная выставка, посвящённая 110-летию со дня рождения. Кострома. Музей изобразительных искусств.
- 1985 — Персональная выставка. Вологда. Художественный музей.
- 1985 — Персональная выставка. Петрозаводск. Музей изобразительных искусств.
- 1987 — Персональная выставка (графика). Куйбышев. Художественный музей.
- 1987 — «Искусство Костромского края XVI—XX веков». Ленинград. Центральный выставочный зал.
- 2008 — Персональная выставка (графика). СПб, Константиновский дворец (Государственный комплекс «Дворец конгрессов»)
- 2014 — «Сказка о чуде», галерея Открытый клуб, Москва[30]
- Настоящее время — Постоянная экспозиция «"А у него же Русь в корни…". Творчество художника Е. В. Честнякова». Кострома. Костромской музей-заповедник.[31]

## Музеи, фестивали и другое
- Дом-музей Ефима Честнякова в д. Шаблово (открыт в 2004).
- Детская социальная деревня — проект Александра Гордона по созданию инфраструктуры для многодетных семей в д. Шаблово.
- «Щедрое яблоко» — ежегодный фестиваль в Костромской области.
- Честняковские чтения.